# Monts Taihang
Les monts Taihang (chinois : 太行山 ; pinyin : tàiháng shān ; litt. « grande rangée de montagnes ») sont une chaîne de montagnes chinoises dans les provinces du Henan, du Shanxi et du Hebei et en bordure du Shandong. La chaîne se prolonge sur plus de 400 kilomètres du nord au sud, avec une altitude moyenne de 1 500 à 2 000 mètres. Le sommet principal est le petit mont Wutai (小五台山) qui culmine à 2 882 mètres.

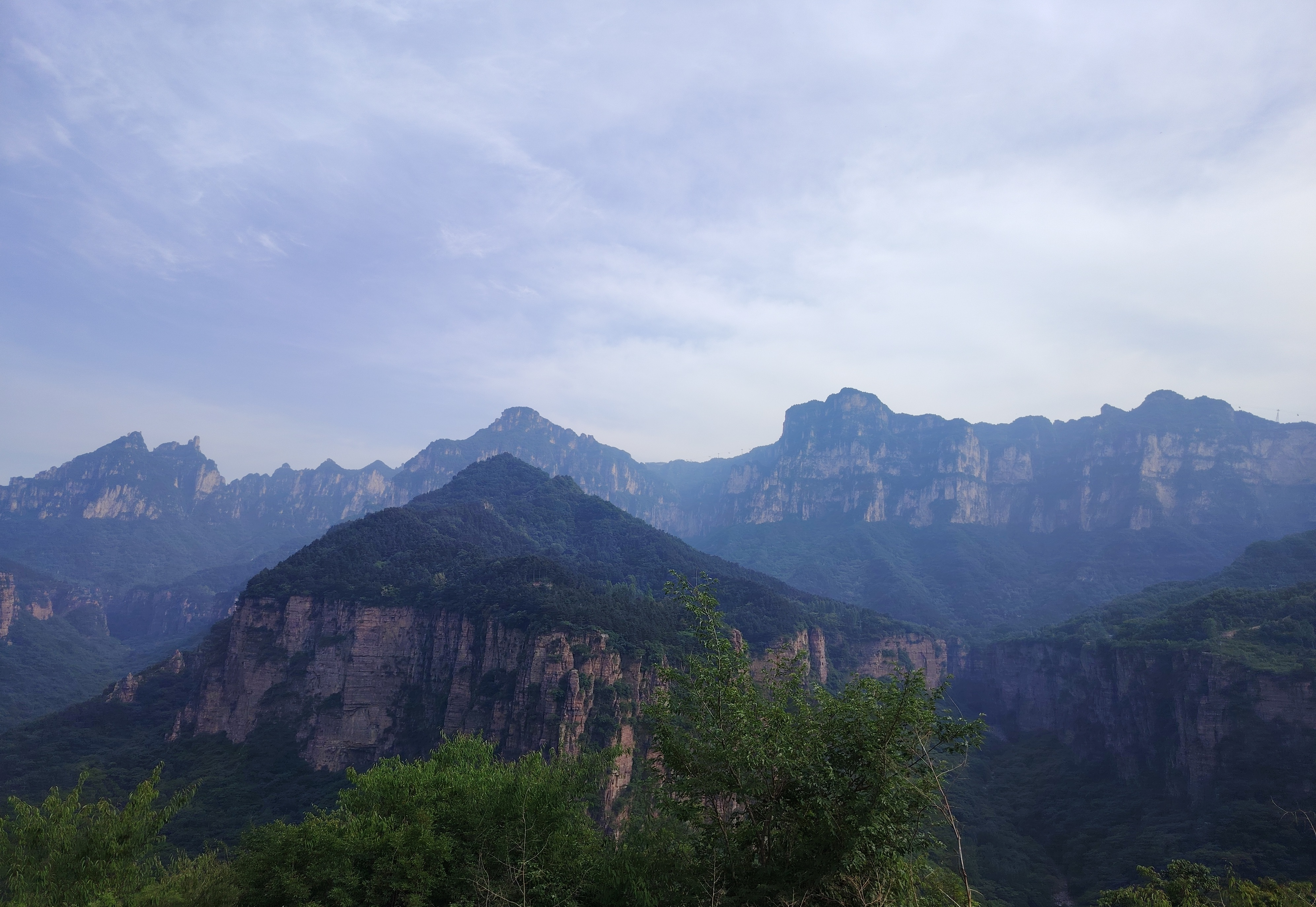
Vue du mont Taihang au Henan.

C'est en raison de leur situation géographique par rapport à la cordillère du Taihang qu'ont été dénommées deux de ses provinces limitrophes :
- le Shanxi (山西), nom qui signifie « à l'ouest des montagnes » (à ne pas confondre avec le Shaanxi) ;
- le Shandong (山东), nom qui signifie « à l'est des montagnes ».